# Tuber magnatum (tuber)
Tuber magnatum (Carlo Vittadini, 1831) din încrengătura Ascomycota în familia Tuberaceae și de genul Tuber, denumită în popor trufă albă de Piemont, trufă albă de Italia, trufa magnaților, sau doar simplu trufă albă, este o ciupercă comestibilă care coabitează cu rădăcinile de arbori, formând micorize. Acest soi poate fi găsit în România în sudul și sud vestul țării, însă numai în anii când aceasta beneficiază de cele mai adecvate condiții climatice, dar au fost găsite exemplare de asemenea în Munții Rodnei, în apropiere de Cormaia. Se dezvoltă subteran în soluri bogate în humus, bine drenate și bine aerisite, calcaroase și umede în majoritatea timpului din an precum bogate în substanțe minerale (calciu, fosfor, fier, potasiu), în păduri de foioase în special sub plopi, stejari, sălcii și tei. Timpul apariției este, de la câmpie la munte, din septembrie până în decembrie, în regiuni mai calde, unde pământul nu îngheță, și iarna.

## Taxonomie
Specia a fost descrisă pentru prima dată sub denumirea actuală (2019) de botanistul și micologul italian Vittorio Picco (1750-1823) în cartea sa Melethemata inauguralia din 1788. Modificarea  Rhizopogon magnatus  a lui August Carl Joseph Corda din 1842 este preferată de Index Fungorum,  dar nu s-a impus până în prezent (2019).

## Descriere

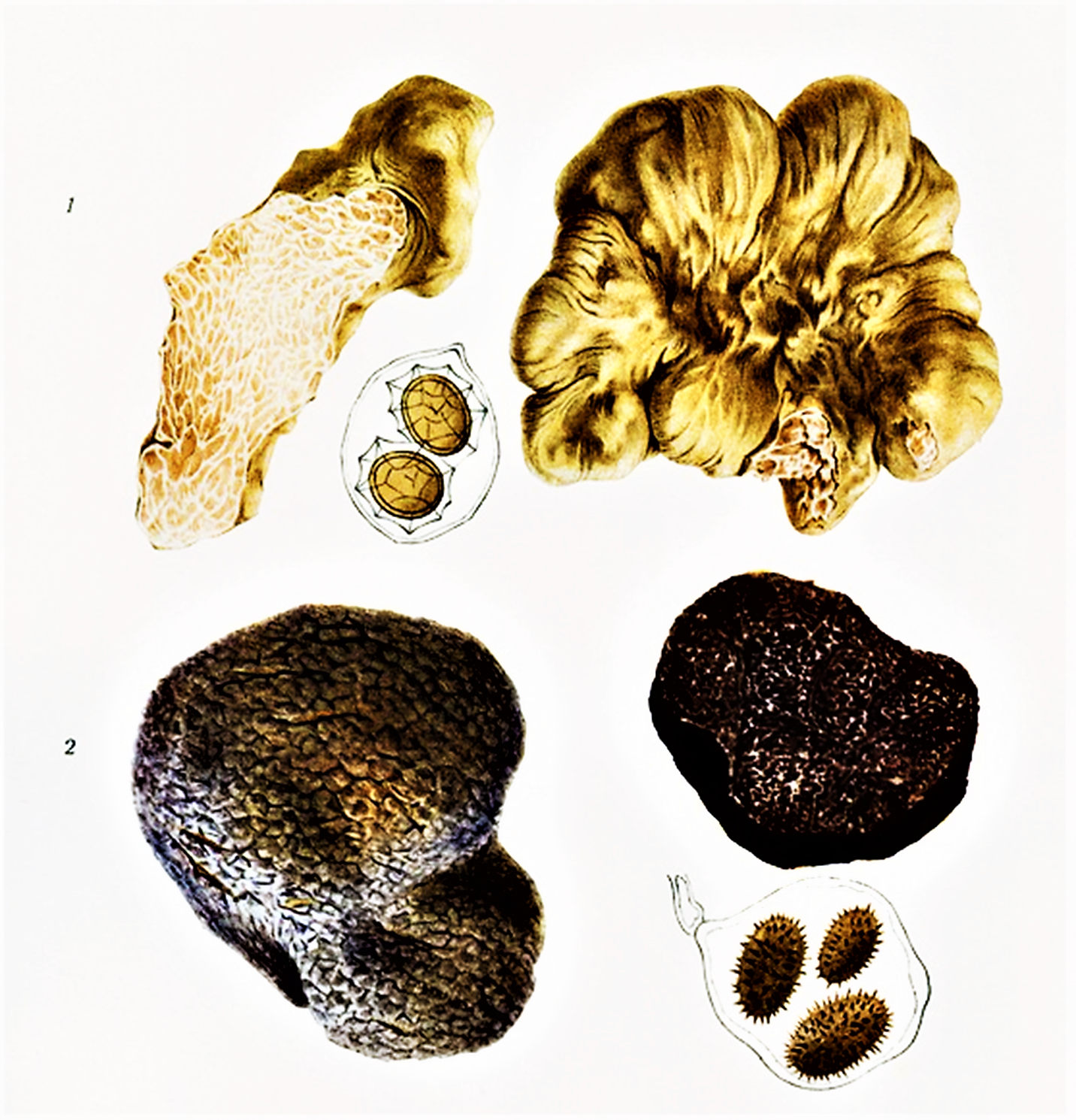
Bres.: Tuber magnatum (1)

- Corpul fructifer: se dezvoltă subteran la o adâncime de 5-15 cm, dar nu rar  chiar la una de 30-40 cm. El are în mod general un diametru de 3-10 cm, dar unele exemplare excepționale ajung la peste un kilogram cu dimensiunea de mai mult de 30 cm, având aspectul unui bulb neregulat, asemănător unui tubercul de cartof, fiind ocazional chiar și mai mult sau mai puțin sferic. Peridia (înveliș al corpului de fructificație la unele ciuperci[12] care nu poate fi decojită, este foarte subțire și compactă, câteodată găunoasă, fin catifelată, coloritul fiind albicios-crem, albicios-gălbui sau ocru, nu rar cu nuanțe verzuie. Coloritul glebei depinde de pomii simbionți: în micoriză cu plopi și sălcii este de un galben deschis, aproape albicios, cu stejari maroniu deschis, iar cu tei maroniu deschis până roșiatic, fiind însă mereu străbătută de numeroase vinișoare albe, filiforme și încâlcite care îi dau un aspect ca de marmură, formând o rețea relativ regulată. Cea mai mare trufă albă din lume a fost găsită în anul 1954 în satul italian Balconevisi și cântărea nu mai puțin de 2,52 kg. A fost donată președintelui american Dwight D. Eisenhower.[13]
- Piciorul:  Nu are picior.
- Carnea (gleba): este la exemplarele tinere fermă și compactă. Mirosul amintește de praz, chiar ușor de usturoi respectiv brânză fermentată, gustul fiind foarte savuros.[8][9]
- Caracteristici microscopice: are spori ovoidali, aproape sferici, hialini (translucizi), verucos-găunoși, având o mărime de 33-45 x 30-40 microni. Pulberea lor este galben-maronie. Ascele care poartă 2-4 spori sunt elipsoidale până ovoidale, scurt subțiațe spre bază și măsoară 80-120 x 70-100 microni.[14]
- Reacții chimice: nu sunt cunoscute.[15]

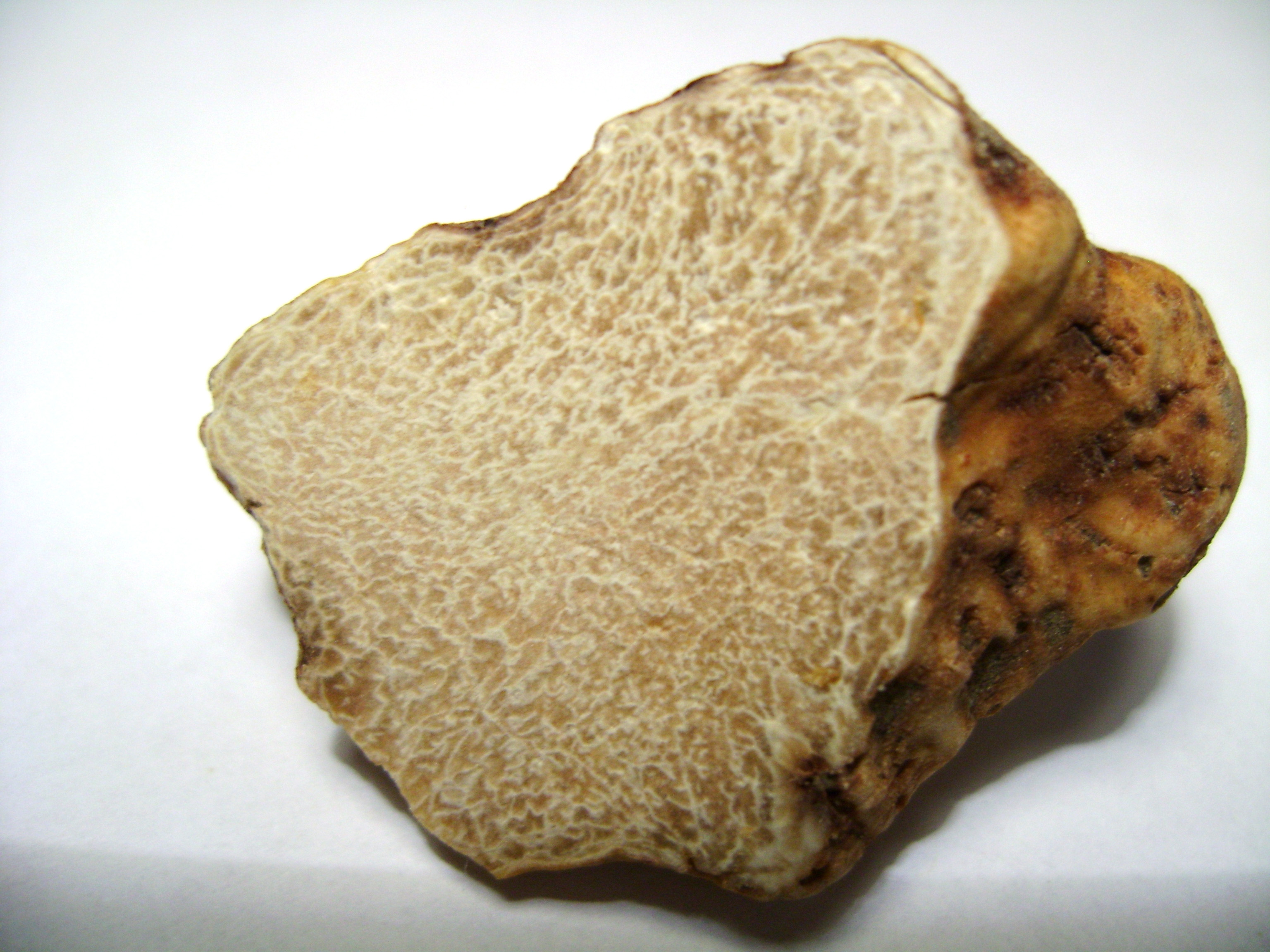
T. magnatum, secțiune longitudinală
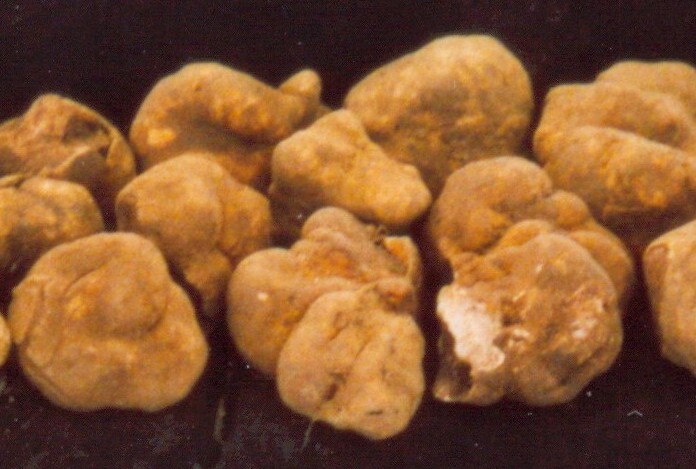
T. Magnatum în forme diferite
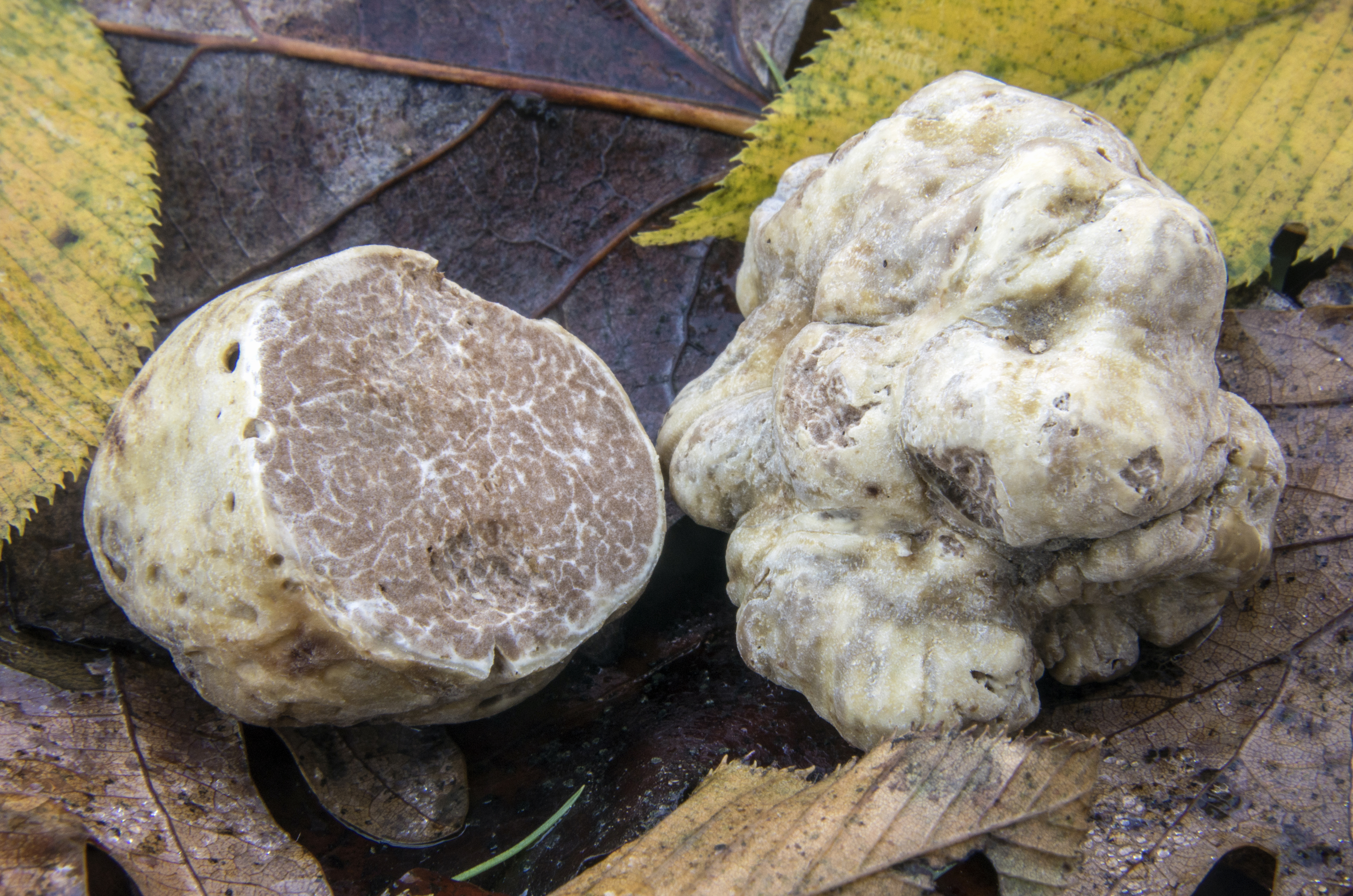
T. magnatum de culoare mai deschisă și spălat

## Specificitate
Datorită dezvoltării adânc în pământ, este absolut nevoie de câini sau porci (aceștia cu botniță, de altfel ar mânca bureții) dresați pentru descoperirea soiului. Complementar, locul trufelor se poate depista  mai ușor după prezența a lui Leiodes cinnamomea (gândac de trufă) sau a muștelor de trufă de genul Heleomyza (Heleomyza serrata, Helomyza tuberivora) sau de genul Suillia (Suillia affinis, Suillia fuscicornis).

## Confuzii
Specia poate fi confundată doar cu comestibilii Choiromyces meandriformis sin. Tuber album, Tuber borchii, Tuber excavatum, specia până în moment numai americană Tuber gibbosum, Tuber oligospermum  sin. Terfezia oligosperma Tuber puberulum și Tuber rufum.

## Specii asemănătoare în imagini

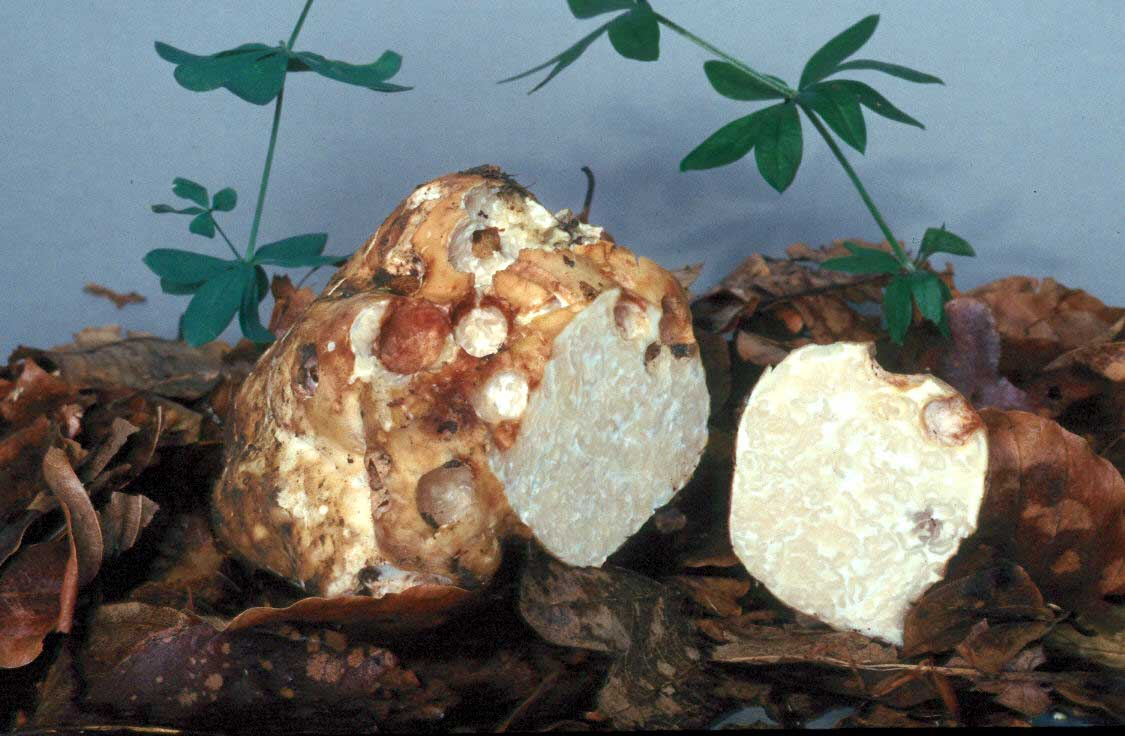
Choiromyces maeandriformis sin. Tuber album
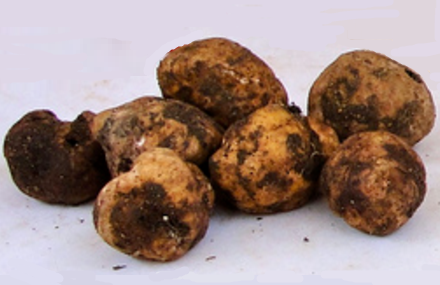
Tuber borchii
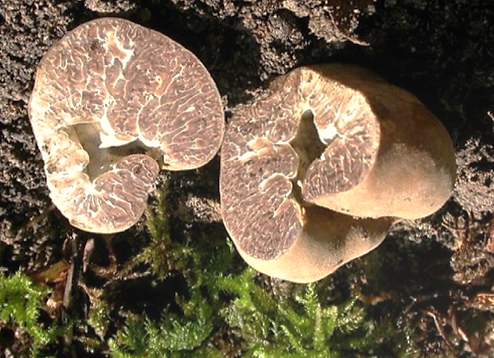
Tuber excavatum
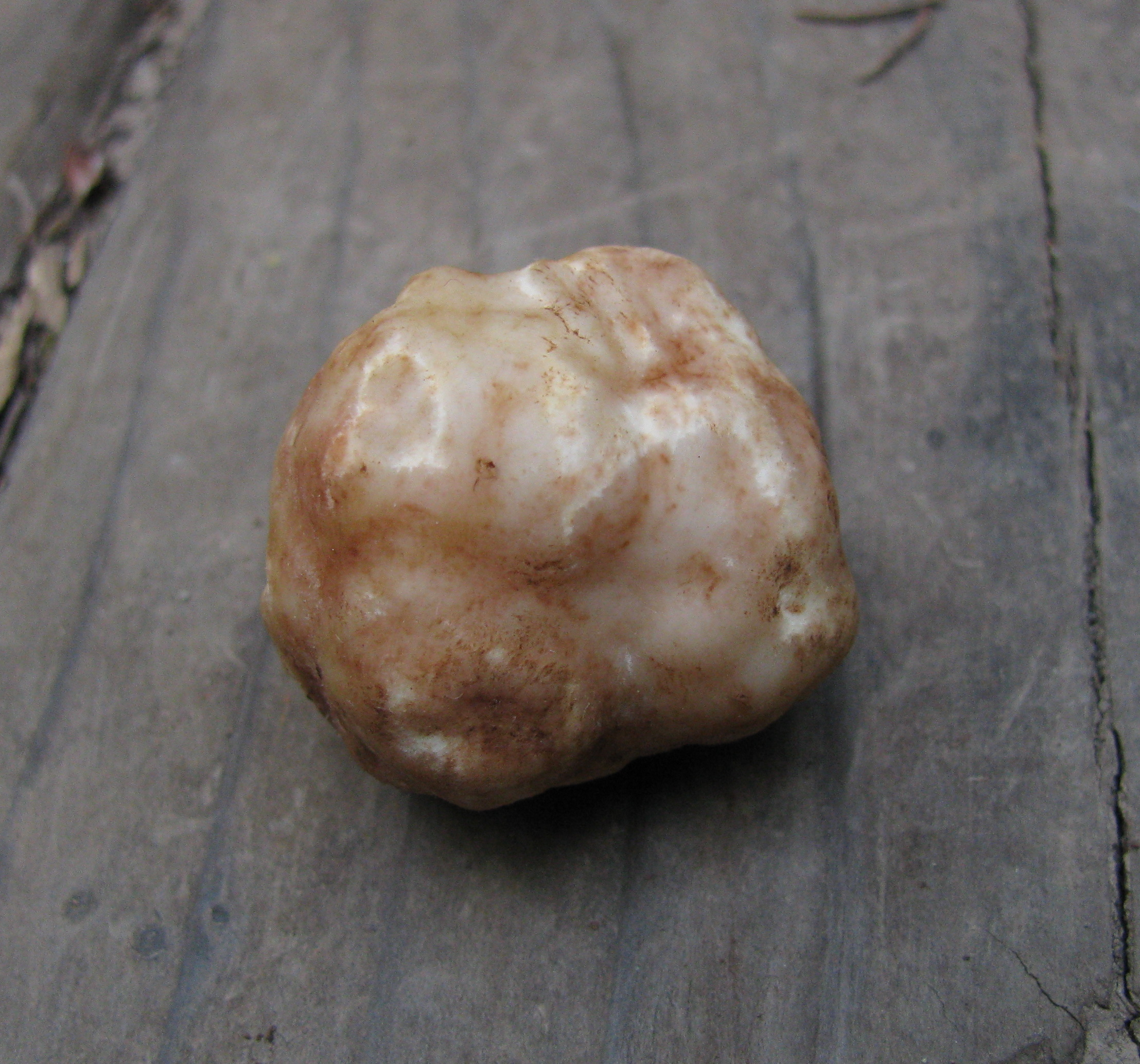
Tuber gibbosum
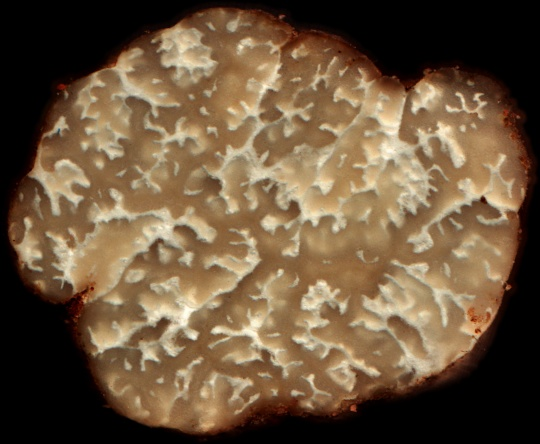
Tuber oligospermum sin. Terfezia oligosperma
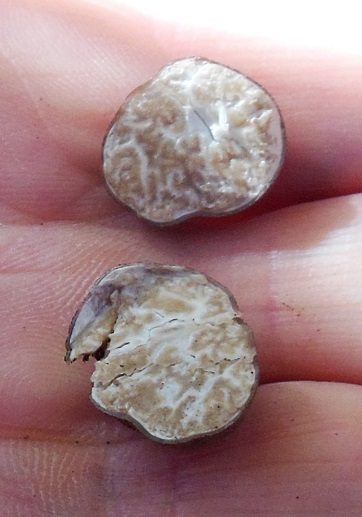
Tuber rufum

## Valorificare

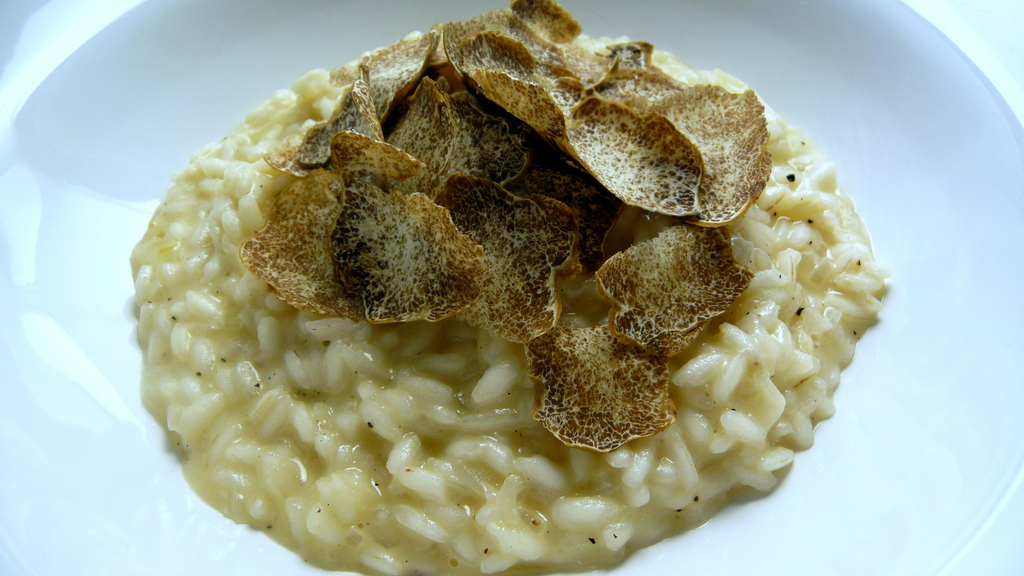
Rizoto cu trufe albe

Din cele peste 100 de specii de trufe care cresc in Europa, trufa de Piemont este cea mai scumpă și cea mai valoroasă dintre toate, fiind supranumită și regina trufelor. După ce producția de trufe albe din Italia a început să scadă din ce în ce mai mult, ajungând în prezent la 12-16 tone anual și ciuperca încă nu se poate cultiva, se vinde între timp la prețul aproximativ de 10.200 lire sterline (53.040 RON) kilogramul.
Trufa albă care conține 78% apă, 17% proteine, 1,9% cenușă și următorii aminoacizi: arginină, lizină, fenilalanină, tirozină, triptofan, leucină, valină precum izoleucină este foarte perisabilă. De acea nu este indicat să se păstreze o perioadă mai mare de o săptămână. Se păstrează la frigider în cutii de plastic închise ermetic, după ce în prealabil este împachetată în coli de hârtie absorbante, care se schimbă odată la 2 zile. Motivul este acela că trufa transpiră și astfel elimină umezeală care înmoaie hârtia.
Desigur trufa poate fi pregătită ca adăugare la un sos  cu Sherry, Vin de Porto sau de Tokay, dar prin încălzire sau fierbere își pierde multe din calitățile ei. De acea este indicat ca trufa să fie consumată cel mai bine crudă. Astfel este adesea rasă fin de exemplu peste carne friptă scurt, un rizoto, paste făinoase, jumări de ou sau într-o salată de roșii. Pentru pregătirea de ulei sau unt trufat se folosesc de obicei specii de trufă mai ieftine.

## Bibiliografie
- Marcel Bon: „Pareys Buch der Pilze”, Editura Kosmos, Halberstadt 2012, ISBN 978-3-440-13447-4
- Bruno Cetto, volumele 1-7
- Rose Marie Dähncke: „1200 Pilze in Farbfotos”, Editura AT Verlag, Aarau 2004, ISBN 3-8289-1619-8
- Ewald Gerhard: „Der große BLV Pilzführer“ (cu 1200 de specii descrise și 1000 fotografii), Editura BLV Buchverlag GmbH & Co. KG, ediția a 9-a, München 2018, ISBN 978-3-8354-1839-4
- Jean-Louis Lamaison & Jean-Marie Polese: „Der große Pilzatlas“, Editura Tandem Verlag GmbH, Potsdam 2012, ISBN 978-3-8427-0483-1
- J. E. și M. Lange: „BLV Bestimmungsbuch - Pilze”, Editura BLV Verlagsgesellschaft, München, Berna Viena 1977, p. 116, ISBN 3-405-11568-2
- Hans E. Laux: „Der große Pilzführer, Editura Kosmos, Halberstadt 2001, ISBN 978-3-440-14530-2
- Gustav Lindau, Eberhard Ulbrich: „Die höheren Pilze, Basidiomycetes, mit Ausschluss der Brand- und Rostpilze”, Editura  J. Springer, Berlin 1928
- Till E. Lohmeyer & Ute Künkele: „Pilze – bestimmen und sammeln”, Editura Parragon Books Ltd., Bath 2014, ISBN 978-1-4454-8404-4
- Meinhard Michael Moser: „Kleine Kryptogamenflora der Pilze – vol. II a.: „Höhere Phycomyceten und Ascomyceten”, Editura Gustav Fischer, Jena 1963